# Pixie Davies
Pixie Davies (Londra, 9 dicembre 2006) è un'attrice britannica.

## Filmografia

### Cinema
- Nativity 2: Danger in the Manger, regia di Debbie Isitt (2012)
- Out of the Dark, regia di Lluiz Quilez (2014)
- Nativity 3: Dude, Where's My Donkey, regia di Debbie Isitt (2014)
- Miss Peregrine - La casa dei ragazzi speciali (Miss Peregrine's Home for Peculiar Children), regia di Tim Burton (2016)
- Il ritorno di Mary Poppins (Mary Poppins Returns), regia di Rob Marshall (2018)

### Televisione
- The Secret of Crickley Hall - Mini-serie TV (2012)
- The White Queen - Mini-serie TV (2013)
- Utopia - serie TV, episodio 2x02 (2013-2014)
- Humans - serie TV, 3 stagioni (2015-2018)
- Castlevania: Nocturne - serie animata (2023-)

## Doppiatrici italiane
Nelle versioni in italiano dei suoi lavori, Pixie Davies è stata doppiata da:
- Carolina Gusev ne Il ritorno di Mary Poppins (parti parlate)
- Elisa Rinaldi ne Il ritorno di Mary Poppins (parti cantate)
- Beatrice De Mei in Humans

Da doppiatrice è sostituita da:
- Tania De Domenico in Castlevania: Nocturne